# Eleição municipal de Fortaleza em 1996
A eleição municipal de Fortaleza em 1996 ocorreu em 3 de outubro do mesmo ano, para a eleição de um prefeito, um vice-prefeito e mais 41 vereadores. O prefeito era Antônio Cambraia (PMDB) que terminaria seu mandato em 1 de janeiro de 1997. Juraci Magalhães (PMDB) foi eleito prefeito de Fortaleza no primeiro turno, obtendo 63,25% dos votos válidos, com o apoio do então prefeito Antônio Cambraia.Juraci Magalhães governou a cidade pelo período de 1º de janeiro de 1997 a 31 de dezembro de 2000.

## Candidatos
|  | Nº | Candidato(a) a prefeito | Candidato(a) a prefeito                                      | Candidato(a) a vice-prefeito | Candidato(a) a vice-prefeito                              | Coligação |
|  | -- | ----------------------- | ------------------------------------------------------------ | ---------------------------- | --------------------------------------------------------- | --- |
|  | 11 |                         | Edson Queiroz Filho (PPB) Edson Queiroz Filho                |                              | Roberto Pessoa (PFL) Roberto Soares Pessoa                | "Hora de Mudar" - Partido Progressista Brasileiro (PPB) - Partido da Frente Liberal (PFL)                                                                                                 |
|  | 17 |                         | Gil Guerra (PSL) Gil Guerra Pereira                          |                              | Cristovam Pimenta (PSL) Cristovam Aguiar Pimenta          | Partido não coligado - Partido Social Liberal (PSL) |
|  | 65 |                         | Inácio Arruda (PCdoB) Inácio Francisco de Assis Nunes Arruda |                              | Mário Mamede Filho (PT) Mário Mamede Filho                | "Fortaleza na Frente" - Partido Comunista do Brasil (PCdoB) - Partido dos Trabalhadores (PT) - Partido Socialista dos Trabalhadores Unificado (PSTU) - Partido Comunista Brasileiro (PCB) |
|  | 43 |                         | João Francisco (PV) João Francisco Saraiva Menezes           |                              | Geraldo Markan (PV) Geraldo Markan Ferreira Gomes         | Partido não coligado - Partido Verde (PV) |
|  | 70 |                         | João Souza de Oliveira (PTdoB) João Souza de Oliveira        |                              | Não disponível                                            | Partido não coligado - Partido Trabalhista do Brasil (PTdoB) |
|  | 15 |                         | Juraci Magalhães (PMDB) Juraci Vieira de Magalhães           |                              | Marlon Cambraia (PMDB) Marlon Carvalho Cambraia           | "PMDB/PL" - Partido do Movimento Democrático Brasileiro (PMDB) - Partido Liberal (PL) |
|  | 20 |                         | Luciano Monteiro (PSC) José Luciano Monteiro                 |                              | Nerildo Machado (PSC) Nerildo Machado                     | Partido não coligado - Partido Social Cristão (PSC) |
|  | 12 |                         | Oscar Filho (PDT) Oscar Costa Filho                          |                              | Victor Neto (PDT) Victor Neto                             | Partido não coligado - Partido Democrático Trabalhista (PDT) |
|  | 45 |                         | Socorro França (PSDB) Maria do Perpétuo Socorro França Pinto |                              | Marco Penaforte (PSDB) Marco Antônio de Holanda Penaforte | "Fortaleza de Corpo e Alma" - Partido da Social Democracia Brasileira (PSDB) - Partido Trabalhista Brasileiro (PTB) - Partido Popular Socialista (PPS) - Partido Social Democrático (PSD) |
|  | 31 |                         | Tarcísio Leite (PSN) Francisco Tarcísio Leite                |                              | Francisco das Chagas (PSDC) Francisco das Chagas          | ""Fortaleza Solidária e Cristã" - Partido da Solidariedade Nacional (PSN) - Partido Social Democrata Cristão (PSDC) - Partido dos Aposentados da Nação (PAN)                              |

## Resultado da eleição para prefeito
| 1º Turno 3 de outubro de 1996  | 1º Turno 3 de outubro de 1996 | 1º Turno 3 de outubro de 1996 | 1º Turno 3 de outubro de 1996 |
| Candidato(a)                   | Vice                          | Votação                       | Votação                       |
| Candidato(a)                   | Vice                          | Total                         | Porcentagem                   |
| ------------------------------ | ----------------------------- | ----------------------------- | ----------------------------- |
| Juraci Magalhães (PMDB)        | Marlon Cambraia (PMDB)        | 520.074                       | 63,25%                        |
| Inácio Arruda (PCdoB)          | Mário Mamede Filho (PT)       | 149.476                       | 18,18%                        |
| Socorro França (PSDB)          | Marco Penaforte (PSDB)        | 85.293                        | 10,37%                        |
| Edson Queiroz Filho (PPB)      | Roberto Pessoa (PFL)          | 50.444                        | 6,14%                         |
| Oscar Filho (PDT)              | Victor Neto (PDT)             | 5.506                         | 0,67%                         |
| João Souza de Oliveira (PTdoB) | Não disponível                | 4.822                         | 0,59%                         |
| Luciano Monteiro (PSC)         | Nerildo Machado (PSC)         | 2.642                         | 0,32%                         |
| João Francisco (PV)            | Geraldo Markan (PV)           | 1.864                         | 0,23%                         |
| Tarcísio Leite (PSN)           | Francisco das Chagas (PSDC)   | 1.348                         | 0,16%                         |
| Gil Guerra (PSL)               | Cristovam Pimenta (PSL)       | 746                           | 0,09%                         |
| Total de votos válidos         | Total de votos válidos        | 822.215                       | 100,00%                       |
| Votos apurados                 |                               |                               |                               |
| Votos válidos                  | Votos válidos                 | 822.215                       | 93,37%                        |
| Votos em branco                | Votos em branco               | 9.492                         | 1,08%                         |
| Votos nulos                    | Votos nulos                   | 48.911                        | 5,55%                         |
| Total de votos apurados        | Total de votos apurados       | 880.618                       | 100,00%                       |
| Eleitores                      |                               |                               |                               |
| Comparecimento                 | Comparecimento                | 880.618                       | 81,95%                        |
| Abstenções                     | Abstenções                    | 193.969                       | 18,05%                        |
| Total de eleitores             | Total de eleitores            | 1.074.587                     | 100,00%                       |

| Partido | Partido | Candidato        | Votos   | Votos (%) |
| ------- | ------- | ---------------- | ------- | --------- |
|         | PMDB    | Juraci Magalhães | 520 074 | 63,25%    |
|         | PCdoB   | Inácio Arruda    | 149 476 | 18,18%    |
|         | PSDB    | Socorro França   | 85 293  | 10,37%    |
|         | PFL     | Roberto Pessoa   | 50 444  | 6,14%     |
|         | PDT     | Oscar Filho      | 5 506   | 0,67%     |
|         | PTdoB   | João Oliveira    | 4 822   | 0,59%     |
|         | PSC     | Luciano Monteiro | 2 642   | 0,32%     |
|         | PV      | João Menezes     | 1 864   | 0,23%     |
|         | PSN     | Tarcísio Leite   | 1 348   | 0,16%     |
|         | PSL     | Gil Guerra       | 746     | 0,09%     |
| Totais  | Totais  | Totais           | 822 215 |           |

- Obs.: Edson Queiroz Filho (PPB) renunciou a candidatura, alegando razões de foro íntimo, sendo substituído por Roberto Pessoa (PFL).

## Vereadores eleitos
| Número | Vereadores                           | Partido | Votação | Percentual |
| ------ | ------------------------------------ | ------- | ------- | ---------- |
| 25695  | ANTONIO DA SILVEIRA MACHADO NETO     | PFL     | 6.254   | 0,783      |
| 15610  | CARLOS ALBERTO GOMES MESQUITA        | PMDB    | 6.200   | 0,776      |
| 15615  | MARCUS SAVIUS TEIXEIRA SOUSA         | PMDB    | 9.227   | 1,155      |
| 45645  | CID MARCONI GURGEL DE SOUZA          | PSDB    | 4.409   | 0,552      |
| 15625  | FRANCISCO EURIVA MATIAS              | PMDB    | 6.620   | 0,829      |
| 31613  | FRANCISCO JOSE CAMINHA ALMEIDA       | PSN     | 1.846   | 0,231      |
| 15667  | JOSE CARLOS BESERRA DE CARVALHO      | PMDB    | 8.576   | 1,073      |
| 20616  | IVA DA PAZ MONTEIRO                  | PSC     | 5.897   | 0,738      |
| 15634  | JOSE SERGIO TEIXEIRA BENEVIDES       | PMDB    | 8.767   | 1,097      |
| 15601  | ACILON GONCALVES PINTO JUNIOR        | PMDB    | 9.212   | 1,153      |
| 12618  | AGOSTINHO MOREIRA E SILVA            | PDT     | 6.050   | 0,757      |
| 23654  | ALBERTO GOMES DE QUEIROZ             | PPS     | 3.370   | 0,422      |
| 40640  | ALUISIO SERGIO NOVAIS ELEUTERIO      | PSB     | 4.224   | 0,529      |
| 11603  | AMILTON ALVES GOMES                  | PPB     | 4.070   | 0,509      |
| 41620  | LAVOISIER FERRER LIMA                | PSD     | 3.661   | 0,458      |
| 33640  | SILVIO ERNESTO VERAS FROTA           | PMN     | 6.613   | 0,828      |
| 14678  | FRANCISCO ALMEIDA LIMA               | PTB     | 10.065  | 1,260      |
| 22622  | JOSE ADELMO MENDES MARTINS           | PL      | 6.661   | 0,834      |
| 15662  | LUCILVIO GIRAO SALES                 | PMDB    | 7.266   | 0,909      |
| 22678  | LUIZ ADEMAR DIAS ARRUDA              | PL      | 4.776   | 0,598      |
| 13699  | LUIZIANNE DE OLIVEIRA LINS           | PT      | 5.336   | 0,668      |
| 65611  | FRANCISCO LOPES DA SILVA             | PC do B | 7.212   | 0,903      |
| 15640  | WALTER LIMA FROTA CAVALCANTE         | PMDB    | 7.563   | 0,947      |
| 41633  | FRANCISCO WILLAME CORREIA DE LIMA    | PSD     | 4.128   | 0,517      |
| 20680  | GLAUBER LACERDA SINDEAUX             | PSC     | 6.124   | 0,767      |
| 25640  | JOSE MARIA COUTO BEZERRA             | PFL     | 7.550   | 0,945      |
| 15613  | JOSE MAURILIO ASSENCIO DE ARAUJO     | PMDB    | 7.793   | 0,975      |
| 13654  | JOSE NELSON MARTINS DE SOUSA         | PT      | 4.912   | 0,615      |
| 11696  | MARIA JOSE ALBUQUERQUE OLIVEIRA      | PPB     | 4.662   | 0,584      |
| 15678  | MARIA MAGALY MARQUES DANTAS          | PMDB    | 6.443   | 0,806      |
| 45678  | PATRICIA LUCIA SABOYA FERREIRA GOMES | PSDB    | 21.839  | 2,734      |
| 45619  | PAULO BARRETO RIBEIRO MINDELO        | PSDB    | 3.866   | 0,484      |
| 15682  | RAIMUNDO NARCILIO DE ANDRADE         | PMDB    | 7.895   | 0,988      |
| 13666  | ANTONIO DURVAL FERRAZ SOARES         | PT      | 4.685   | 0,586      |
| 22633  | EDGAR MENDES FILHO                   | PL      | 3.777   | 0,473      |
| 12650  | HEITOR CORREIA FERRER                | PDT     | 5.182   | 0,649      |
| 15690  | ELPIDIO NOGUEIRA MOREIRA             | PMDB    | 6.313   | 0,790      |
| 14606  | AFRANIO MARQUES LEITE                | PTB     | 6.466   | 0,809      |
| 20636  | LUIS ATILA DE HOLANDA BEZERRA        | PSC     | 5.230   | 0,655      |
| 41644  | FRANCISCO MOREIRA LEITAO             | PSD     | 3.180   | 0,398      |
| 45666  | ANTONIO IDALMIR CARVALHO FEITOSA     | PSDB    | 4.065   | 0,509      |